# Standaardtype Hemmen

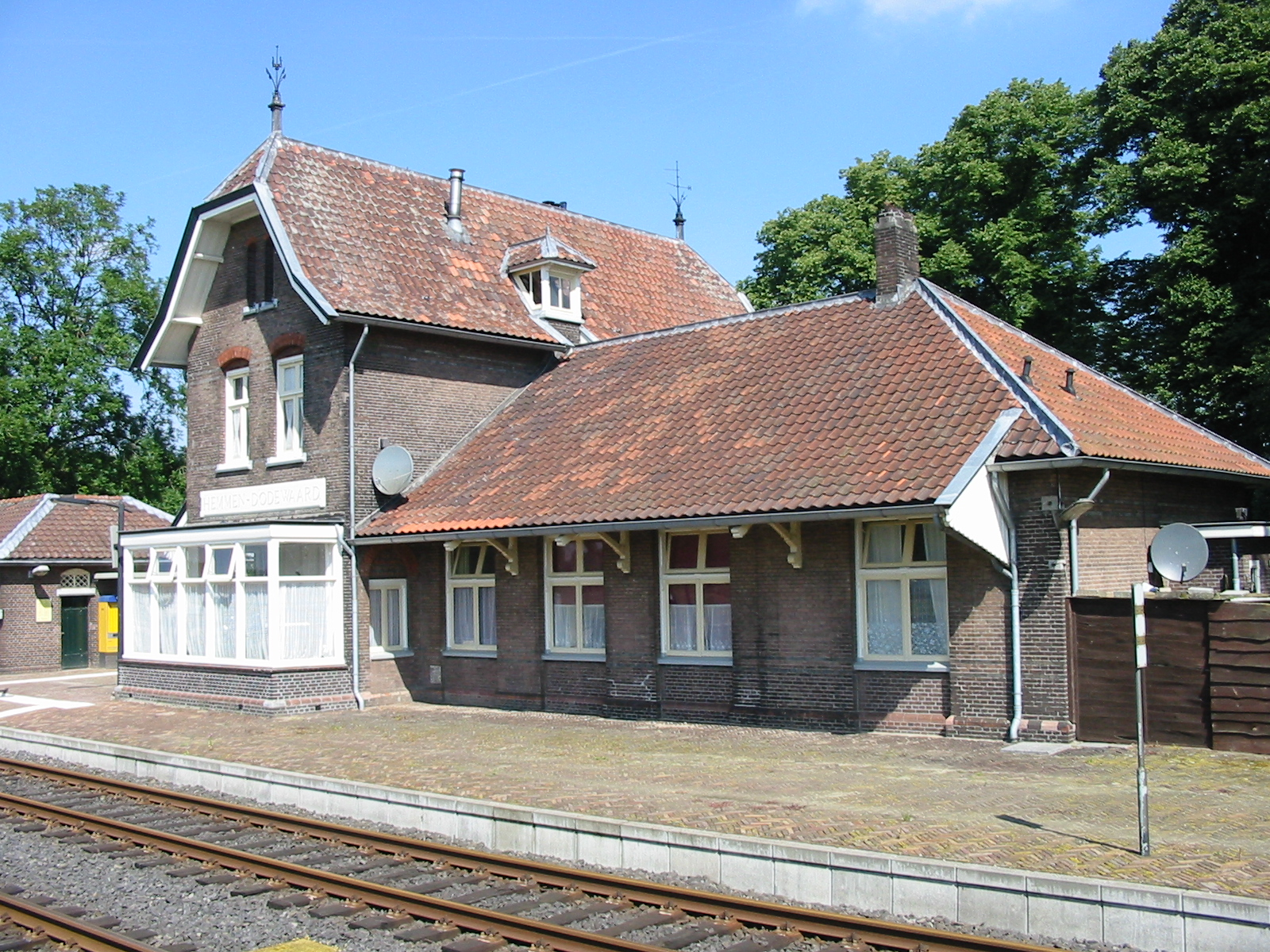
Station Hemmen-Dodewaard

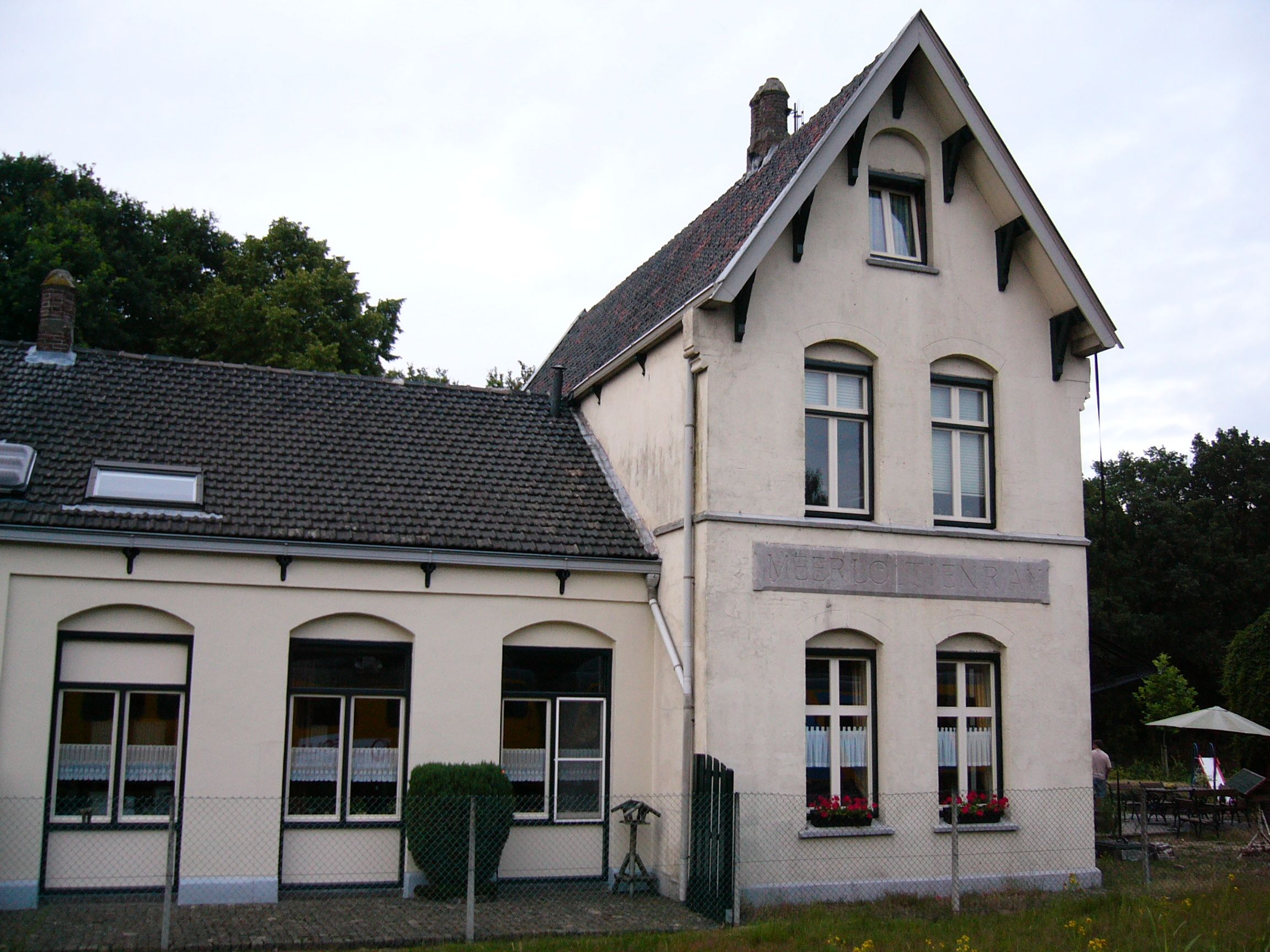
Station Meerlo-Tienray

Standaardtype Hemmen is een stationsontwerp dat voor diverse Nederlandse spoorwegstations aan het einde van de 19e eeuw werd gebruikt. De architect van dit type was M.A. van Wadenoyen. 
Het eerste station werd nabij Hemmen gebouwd. Tussen 1881 en 1884 zijn zeventien van dit soort stations gebouwd. Er resten nog zes exemplaren.
Het kenmerk van dit soort type stations is dat ze asymmetrisch zijn gebouwd. Het hoge gedeelte van het station was ingericht als woning voor de stationswachter. Boven de toegangsdeuren, in het midden van de gevel, was net naast het woongedeelte een versiering aangebracht. Dit was een versiering van glas-in-lood met vaak een monogram van de Staatsspoorwegen.

## Lijst van stations van het type Hemmen
- Station Hemmen-Dodewaard (1881), nog aanwezig.
- Station Ressen-Bemmel (1881), gesloopt in 1980.
- Station Valburg (1881), gesloopt in 1945.
- Station Avenhorn (1882), nog aanwezig.
- Station Boxmeer (1882), nog aanwezig.
- Station Cuijk (1882), nog aanwezig.
- Station Lottum (1882), gesloopt in 1973.
- Station Meerlo-Tienray (1882), nog aanwezig.
- Station Mook-Middelaar (1882), gesloopt in 1975.
- Station Venray (1882), gesloopt in 1976.
- Station Vierlingsbeek (1882), gesloopt in 1945.
- Station Rhenen (1883), gesloopt in 1957.
- Station Veenendaal (1883), gesloopt in 1975.
- Station Woudenberg-Scherpenzeel (1883), nog aanwezig.
- Station Bovenkarspel-Grootebroek (1884), gesloopt in 1965.
- Station Hoogkarspel (1884), gesloopt in 1965.
- Station Westwoud (1884), gesloopt in 1963.